# Jenny Geddes széke
Jenny Geddes széke (Jenny Geddes' stool) az edinburgh-i Skót Nemzeti Múzeum egyik kiállítási tárgya, a skót protestantizmus jelképe.

## Háttér

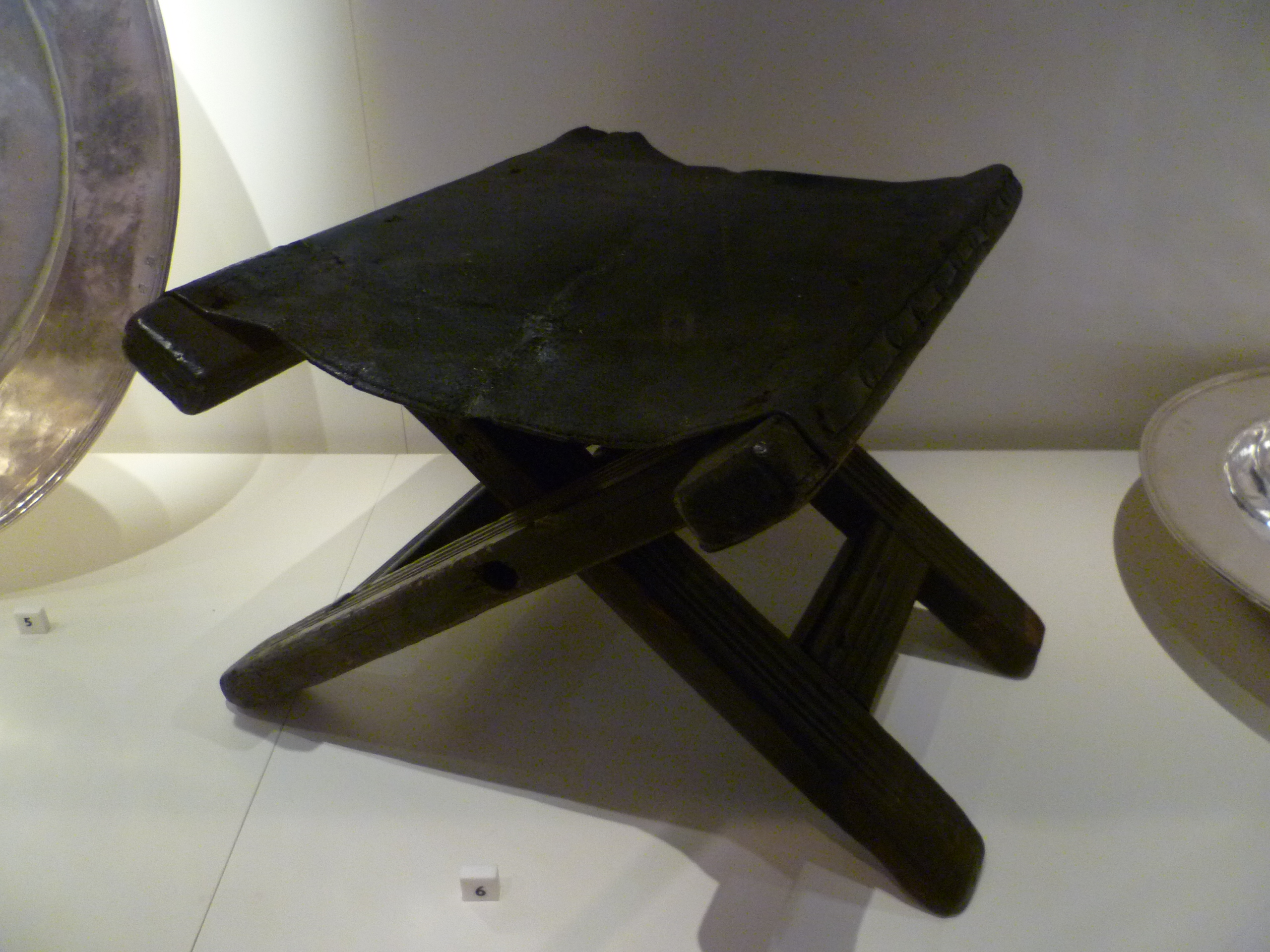
A múzeumi szék

I. Károly angol király 1625-ben lépett trónra, és egyik legfontosabb törekvése az angol egyházpolitika skóciai érvényesítése volt, mivel a reformáció nyomán a két országrészben eltávolodott egymástól az uralkodó vallásgyakorlat. Erre már apja, I. Jakab angol király is törekedett, amikor 1618-ban a perth-i zsinattal elfogadtatta az angol vallásgyakorlat öt fontos elemétː a szentség térdeplő helyzetben való fogadását, a betegek külön úrvacsoráztatását, a magánházaknál történő keresztelést, a gyerekek püspök által konfirmációját, valamint a karácsony, a nagypéntek, a húsvét, a mennybemenetel és a pünkösd ünnepnappá tételét. Ezzel azonban a legtöbb gyülekezet nem törődött.
Károly utasítására a lojális püspökök elkészítették a skót egyház kánonját 1636-ban. Ennek értelmében kiközösítették azokat, akik tagadták a királyi főhatalmat egyházi ügyekben, betiltották a kötetlen imádkozást a nyilvános istentiszteleteken, oltárra cseréltették a templomi úrasztalokat, valamint kihagyták a kánonból az egyházközösségi gyűlésekre, presbiterekre való utalásokat. A király és fő egyházpolitikai tanácsadója, a puritánokkal élesen szembehelyezkedő William Laud, Canterbury érseke azzal a követeléssel állt elő, hogy a presbiteriánus skót egyházban is vezessék be az angliaiban használatos imakönyvet, a Book of Common Prayert.
1637-ben királyi parancs jelent meg a skót Imádságos könyv bevezetéséről, amely a kötelező liturgikus rendet írta elő, és amelyből minden gyülekezetnek legalább kettőt kellett vásárolnia. Ez dühöt váltott ki a saját, a kálvinista hagyományokhoz közelebb álló egyházi előírásokhoz és liturgiához ragaszkodó skótokból. A püspökök emiatt el akarták halasztani a könyv bevezetését, de a király a változtatás mellett döntött.

## Jenny Geddes

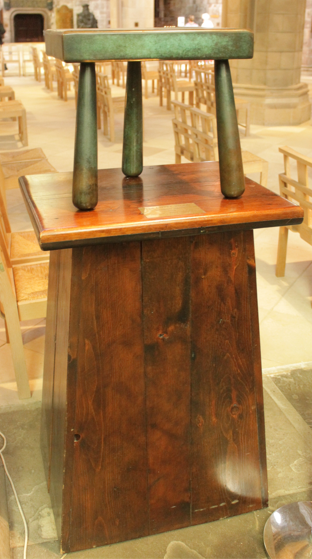
A szobor a katedrálisban

1637. július 23-án az edinburgh-i Szent Egyed-katedrálisban indították útnak a folyamatot, azonban a jelenlévők bekiabálásokkal zavarták meg a rendet, amikor James Hannay esperes elkezdte felolvasni az imádság új szövegét. Dühében egy piaci kofa, Jenny Geddes, utalva a skótok által pápistának tekintett angol rendtartásra, felkiáltott – Dinna say Mass in my lug! (szabad fordításbanː Ne misézz itt nekemǃ)  –, majd hozzávágta a paphoz az összecsukható széket, amelyen ült. Ezután zűrzavar tört ki, és az esperes kénytelen volt elmenekülni a feldühödött tömeg elől. A Szent Egyed-katedrálisban történtek hatására a skót zsinat azonnal leállította az Imádságos könyv bevezetését.
I. Károly azonban nem nyugodott bele ebbe, és ragaszkodott az általa parancsba adottak érvényesítéséhez. Ez általános ellenálláshoz vezetett, megalakult a Skót Nemzeti Szövetség, majd a skótok az angol parlamenti ellenzék oldalán léptek be a polgárháborúba, amelynek végén vérpadra küldték az uralkodót.
Jenny Geddes első írásos említése 1670-ből származik, de nem biztos, hogy valóban nő volt az elkövető. Feltételezések szerint egy férfi bújt meg a női ruhában, aki azzal a szándékkal érkezett a templomba, hogy botrányt kavarjon.
A Skót Nemzeti Múzeumban kiállított szék nem biztosan ugyanaz, amelyet a kofa az espereshez vágott, de egyike azoknak az összecsukható bútoroknak, amelyeket 1637-ben a Szent Egyed-katedrálisban használtak. Az espereshez vágott szék által elindított folyamatok olyan fontosak a skót egyházban, hogy az ülőalkalmatosság 1992-ben szobrot kapott a katedrálisban, amelyet Merilyn Smith készített egy skót nőtársaság megrendelésére. A bronzalkotás címe Cutty Stool (szabad fordításbanː Háromlábú sámli). A 19. században Giddes és Hannay esperes is emléktáblát kapott a katedrálisban.